# Куклы-тролли

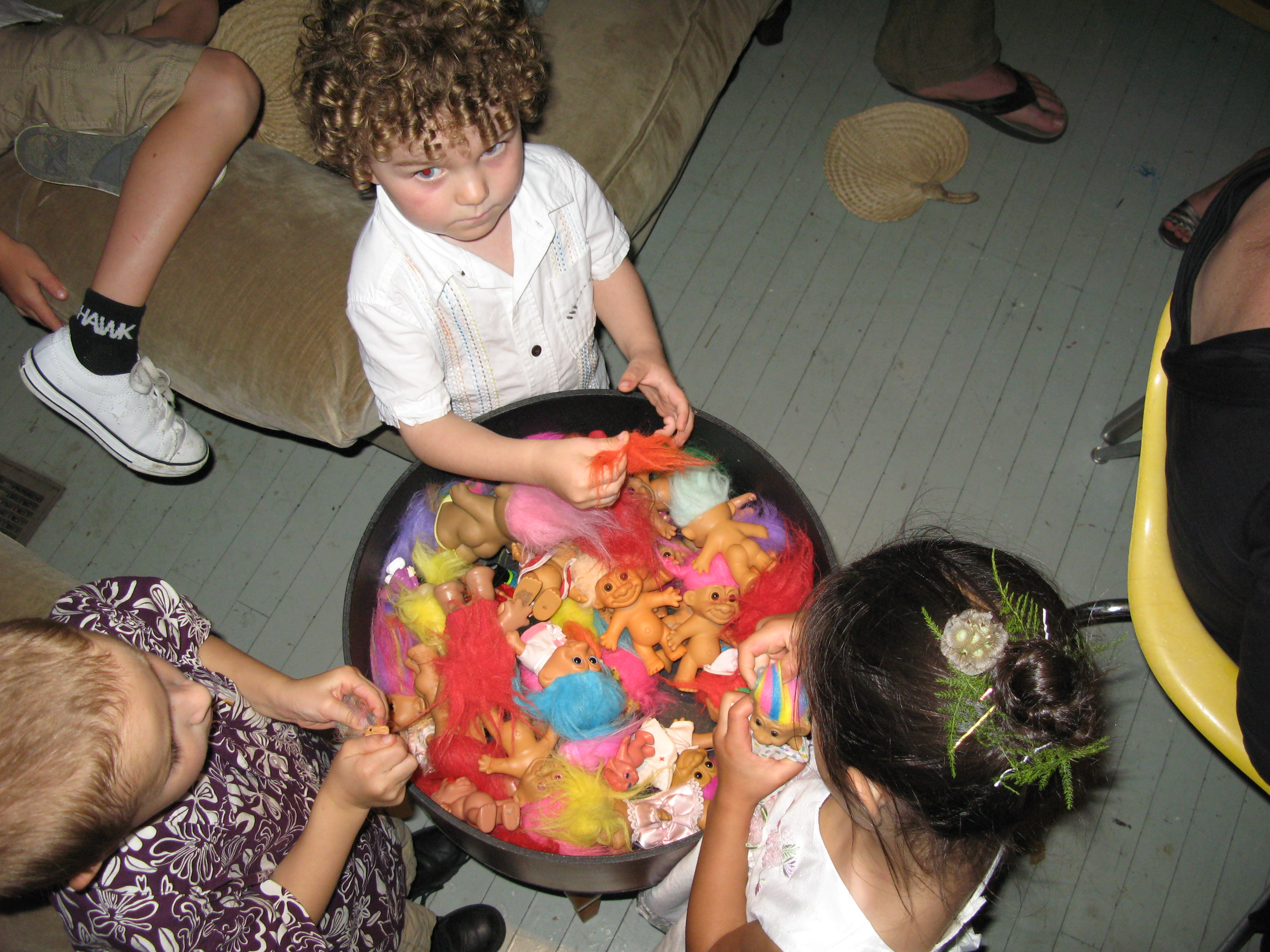
Дети играют с куклами-троллями

Куклы-тролли (датск. Gjøl-trold) — популярная серия кукол датской компании Dam Things, отличающихся разноцветными, торчащими вверх волосами, сделанными из овечьей шерсти.

## История
Впервые кукла-тролль была создана в 1959 году[уточнить]: датский плотник Томас Дам смастерил забавную игрушку с глазами-бусинками и растрёпанными волосами в подарок своей дочери на Рождество. В начале 60-х гг. тролли стали пользоваться огромной популярностью во всём мире, интерес к ним не иссякает до сих пор. В 90-е была создана серия кукол-троллей для мальчиков «The Original Battle Trolls».

## В культуре
- DiC Entertainment в 1992 году сняла 30-минутный мультфильм «Волшебные супертролли», где действовал злой тролль Рэйвен.
- Выпускались видеоигры «Тролли» и «Тролли на острове сокровищ»
- Был снят direct-to-video фильм, где тролли исполняли, помимо оригинальных номеров, песни Do Wah Diddy Diddy, Wolly Bully, Kokomo.
- В 2005 году DiC Entertainment выпустила  мультсериал «Trollz» с персонажами похожими на кукол-троллей.
- Кукол-троллей можно увидеть в эпизодической роли во франшизе студии Pixar «История игрушек», а кроме того, благодаря именно этим игрушкам у Румпельштильцхена из мультфильма «Шрек навсегда» появился «сердитый парик».
- В 2016 году DreamWorks выпустили мультфильм о куклах-троллях «Тролли».
- В фильме «Стражи Галактики» 2014 года лидер космических пиратов "Опустошителей" Йонду Удонта собирает коллекцию безделушек, в том числе и кукол-троллей.